# Louis De Lentdecker
Louis De Lentdecker (Dendermonde, 22 april 1924 - Jette, 10 oktober 1999) was een Vlaamse journalist. Hij was berucht vanwege zijn scherpe pen en kritische houding. Van 1947 tot 1990 was hij gerechtsverslaggever voor de krant De Standaard.

## Biografie

### Jeugd
De Lentdecker werd in 1924 in Dendermonde geboren. Alhoewel hij later naar Gent verhuisde en zich later definitief in Brussel vestigde, zou hij zich altijd een Dendermondenaar blijven noemen. Zelfs op hoge leeftijd raakte hij nog ontroerd wanneer de Vier Heemskinderen op het Ros Beiaard hun tienjaarlijkse ronde door Dendermonde maakten.
Als scholier studeerde De Lentdecker Grieks-Latijn, maar hij volgde nooit een universitaire studie omdat de Tweede Wereldoorlog roet in het eten gooide. Tijdens de Duitse bezetting was hij actief in de verzetsgroep Geheim Leger en moest zelfs onderduiken in Wallonië. Hier leerde hij ook zijn vrouw, Mariëtte Vierset, kennen: een Waalse die nooit Nederlands leerde. Om dit probleem op te lossen werden twee van hun vier kinderen in het Nederlands en de andere twee in het Frans opgevoed. De Lentdecker voelde zich eerder Belg dan Vlaming. Ondanks een zeker flamingantisme bleef hij hierom een aanhanger van de monarchie en het Belgisch staatsverband.

### Journalistieke carrière
Na de oorlog probeerde Louis De Lentdecker eerst toneelacteur te worden. In 1945 ging hij vervolgens aan de slag als redacteur bij Het Volk. In 1947 stapte hij over naar De Standaard en bleef er werken tot zijn pensioen in 1990. Hij specialiseerde zich vooral in de gerechtsjournalistiek. Onder de initialen LDL werd hij berucht als verslaggever van alle grote processen en assisenzaken die tussen 1945 en 1990 in België gehouden werden. In de periode na de Tweede Wereldoorlog werden veel collaborateurs veroordeeld. Alhoewel De Lentdecker zelf mee in het verzet tegen de Duitsers had gezeten, had hij oog voor de kant van de beschuldigden. Hij aarzelde niet om de rechters hier op aan te spreken en verschillende onrechtvaardigheden en misbruiken van de Belgische repressie aan de kaak te stellen. Meermaals moest hij met man en macht uit de rechtszaal gezet worden omdat hij zoveel lawaai maakte. In zijn artikels gaf hij zowel kritiek op de rechters als de beklaagden.
De Lentdecker had als journalist een zeer epische vertelstijl, geïnspireerd door de teksten van Homerus die hij als jongeman op school had gelezen. Hij was ook erg begaan met zijn vak en de drama’s waarmee hij in de rechtszalen geconfronteerd werd. De Lentdecker brak vaak een lans voor gerechtigheid en nam zich geen blad voor de mond. Hij zwom vaak tegen de stroom in en tegen de algemene opinies. In zijn artikels was hij echter niet te beroerd om de feiten te presenteren zoals hij dacht dat ze zouden kunnen gebeurd zijn. De Lentdecker deed ook dingen die voor een katholiek blad als De Standaard in de jaren vijftig en zestig niet evident waren. Zo interviewde hij tijdens de werkuren prostituees.

### Andere activiteiten
De Lentdecker schreef een aantal boeken. Zware jongens, lichte meisjes (1962) ging over de georganiseerde misdaad en prostitutie en Moordenaars zijn vedetten (1966) over misdadigers, gebaseerd op zijn twintig jaar ervaring in de gerechtelijke journalistiek. Vanwege zijn juridische kennis werd hij geraadpleegd als scenarist voor de rechtbankserie Beschuldigde, sta op (1964-1980) op de BRT. Via zijn radio- en televisieoptredens, waar men hem vaak controversiële uitspraken hoorde doen, werd hij een van de bekendste journalisten in Vlaanderen.
Daarnaast versloeg hij ook grote wereldgebeurtenissen en verzorgde hij kleine cursiefjes tijdens de Rondes van Frankrijk. Hij spitste zich hierbij meer toe op de gewone, kleine wielrenners dan de wedstrijd in het algemeen.

### Persoonlijk leven
De Lentdecker was iemand met zeer uitgesproken meningen waaraan hij soms koppig bleef vasthouden. Hij stond graag in de aandacht en sprak met het grootste gemak voor zalen en verenigingen.
De Lentdecker was een conservatief man, op het machoachtige af. Hij publiceerde in 't Pallieterke en verzette zich tegen vrouwenemancipatie, abortus, migratie en homoseksualiteit. Dit leverde hem veel kritiek op van onder meer feministen en holebiverenigingen. In zijn memoires (1997) beweerde hij echter dat zijn grote mond meer te maken had met het feit dat hij als kind "zo’n schuchter manneke" was. Hij beweerde dat hij toen zelfs te bang was om bij de bakker een brood te kopen.
Jacques De Lentdecker is zijn zoon.

### Laatste jaren
Ook na zijn pensioen in 1990 bleef De Lentdecker actief. De BRT en VTM nodigden hem regelmatig uit voor interviews en professioneel commentaar en tot zijn dood bleef hij actief als columnist voor populaire weekbladen zoals Dag Allemaal.
Op 8 juni 1999 interviewde Jan van Rompaey De Lentdecker nog voor Spraakmakers te Canvas. Het interview werd vanwege De Lentdeckers gezondheidstoestand echter vanuit zijn fauteuil in zijn eigen huis gevoerd in plaats van in de studio. In het interview kwam de ex-journalist terug op sommige controversiële uitspraken die hij in het verleden deed. Een aantal meningen herzag hij, andere niet.
De Lentdeckers laatste artikel ging toevallig over hetzelfde onderwerp waar hij aan het begin van zijn carrière al over schreef: prostitutie. Door zijn ziekte heeft hij het nooit kunnen afwerken. De Lentdecker overleed in 1999 op 75-jarige leeftijd aan prostaatkanker in het UZ Brussel.
Op De Lentdeckers begrafenis werd volgens zijn wens de Last Post gespeeld. De ceremonie vond plaats in de beslotenheid van zijn vrienden en familieleden. Freddy Horion, de man die door De Lentdecker ooit genadeloos bekritiseerd werd, belde twee dagen voor zijn dood nog met hem en sprak hem moed in.

## Status
- Louis De Lentdecker werd door sommigen, samen met Maurice De Wilde en Johan Anthierens, gezien als de "Grote Drie" van de kritische Vlaamse journalisten in hun tijdvak.
- In het Suske en Wiske-album De zwarte zwaan (1959) hangt Lambik de journalist uit onder de initialen L.D.L.
- Hij had een cameo in de stripreeks Nero, in het album De Lolifanten (1967), waar hij in strook 44 in een rechtszaal notities neemt. De initialen "L.D.L." zijn een extra hint.

## Publicaties
- Het dagboek van Irma Laplasse (1950)
- Het proces Romsee, secretaris-generaal van binnenlandse zaken (1950)
- Blanken en zwarten in de wilde Congo (1956)
- Moord in de krant (1960)
- Zware jongens, lichte meisjes (1962)
- Horens voor de stier (1964)
- Moord te Liedekerke (1968)
- Requiem voor Leopold III (1983)
- Flor Grammens 1899-1985. Rebel die zijn revolutie overleefde (1985)
- Tussen twee vuren (1985)
- Beroemde processen (1987)
- Prins Karel (1987)
- Boudewijn (1991)
- De misdadigers (1992)
- De rechters (1993)
- Van LDL tot Louis De Lentdecker: Memoires (1997)
- Van IJzerfront tot zelfbestuur (1983)

## Extra bronvermeldingen
1. 1 2  VLAEMINCK, Mark, Overlijdensbericht in De Standaard, 11 oktober 1999, blz. 3

- Digitale Bibliotheek voor de Nederlandse Letteren: lent002
- Gemeinsame Normdatei: 17321553X
- Virtual International Authority File: 240993079
- WorldCat: E39PBJgRTKcj9cqgYQbkhD6HYP